# Arkys occidentalis
Arkys occidentalis är en spindelart som först beskrevs av Eduard Reimoser 1936.  Arkys occidentalis ingår i släktet Arkys och familjen hjulspindlar. Inga underarter finns listade i Catalogue of Life.